# 1598
Il 1598 (MDXCVIII in numeri romani) è un anno  del XVI secolo.
Il 1598 fu anche l'anno in cui fu emanato l'Editto di Nantes.

## Eventi
- Gli olandesi conquistano le isole Mauritius.
- 7 gennaio – Muore Fëdor I di Russia e con lui si estingue la dinastia dei Rjurikidi. Inizia il periodo dei torbidi.
- 30 aprile – Editto di Nantes: Vengono riconosciuti agli ugonotti francesi la libertà di culto, pieni diritti politici e la concessione di un centinaio di piazzeforti.
- 2 maggio – Pace di Vervins: Viene ristabilita la situazione geopolitica del tempo della pace di Cateau-Cambrésis, ponendo fine ai conflitti franco-spagnoli.
- 14 agosto – Battaglia di Yellow Ford: Gli inglesi subiscono la loro più grande sconfitta sul suolo irlandese contro un esercito guidato da Hugh O'Neill, conte di Tyrone.
- 13 settembre – Filippo III diventa re di Spagna.
- 24 dicembre – Il Tevere a Roma raggiunge il massimo livello di piena in tutta la sua storia.
- Lo Stato Estense perde Ferrara e il suo territorio per estinzione della linea diretta della casata, che quindi vede assurgere Modena a ruolo di capitale del futuro omonimo ducato, guidato da Cesare d'Este.

## Nati

### Gennaio
- 23 gennaio - François Mansart, architetto francese († 1666)

### Febbraio
- 12 febbraio - César de Choiseul, generale e diplomatico francese († 1675)

### Marzo
- 12 marzo - Guillaume Colletet, poeta francese († 1659)
- 13 marzo - Johannes Loccenius, giurista tedesco († 1677)
- 15 marzo - Redento della Croce, missionario portoghese († 1638)
- 18 marzo - Anna Sofia di Brandeburgo, nobile († 1659)
- 30 marzo - Urbain de Maillé-Brézé,  francese († 1650)

### Aprile
- 9 aprile - Johann Crüger, compositore e organista tedesco († 1662)
- 9 aprile - Filippino de' Medici, nobile italiano († 1602)
- 11 aprile - Guglielmo di Sassonia-Weimar, duca († 1662)
- 17 aprile - Giovanni Riccioli, gesuita e astronomo italiano († 1671)
- 23 aprile - Maarten Tromp, ammiraglio olandese († 1653)
- 27 aprile - Michael Florent van Langren, astronomo, cartografo e ingegnere olandese († 1675)

### Maggio
- 23 maggio - Claude Mellan, incisore e pittore francese († 1688)

### Giugno
- 13 giugno - Ludovico Jacobilli, presbitero e storico italiano († 1664)
- 19 giugno - Gilbert Sheldon, arcivescovo anglicano e teologo inglese († 1677)
- 28 giugno - Scipione Pannocchieschi, cardinale e arcivescovo cattolico italiano († 1670)

### Luglio
- 6 luglio - Kirsten Munk, nobildonna danese († 1658)
- 29 luglio - Henricus Regius, filosofo e medico olandese († 1679)
- 31 luglio - Agatangelo da Vendôme, presbitero e missionario francese († 1638)

### Agosto
- 2 agosto - Andrea Cantelmo, nobile e condottiero italiano († 1645)
- 22 agosto - Luca Danesi, architetto italiano († 1672)

### Settembre
- 23 settembre - Eleonora Gonzaga, principessa italiana († 1655)
- 24 settembre - Giovanni Francesco Busenello, librettista e poeta italiano († 1659)

### Ottobre
- 14 ottobre - Nicolas de Neufville de Villeroy, generale e nobile francese († 1685)
- 21 ottobre - Jacobus Wemmers, vescovo cattolico fiammingo († 1645)
- 24 ottobre - Cornelis van Kittensteyn, incisore e disegnatore olandese († 1652)
- 27 ottobre - Lars Stigzelius, religioso svedese († 1676)

### Novembre
- 1º novembre - Giacinto Giordano Ansalone, religioso italiano († 1634)
- 3 novembre - Cristiano I del Palatinato-Birkenfeld-Bischweiler, duca tedesco († 1654)
- 4 novembre - Ernesto Adalberto d'Harrach, cardinale e arcivescovo austriaco († 1667)
- 7 novembre - Francisco de Zurbarán, pittore spagnolo († 1664)
- 13 novembre - Bartholomeus Breenbergh, pittore, incisore e disegnatore olandese († 1657)
- 27 novembre - Alessandro Algardi, scultore italiano († 1654)

### Dicembre
- 7 dicembre - Gian Lorenzo Bernini, scultore, urbanista e architetto italiano († 1680)
- 7 dicembre - Ettore Nini, scrittore e traduttore italiano († 1642)
- 20 dicembre - Ottavio Farnese,  italiano († 1643)
- 20 dicembre - Floris de Mérode-Westerloo, militare belga († 1638)
- 22 dicembre - Henri de La Trémoille, generale francese († 1674)
- 24 dicembre - Margaret Stuart, nobile britannica († 1600)

### Senza giorno specificato
- Akita Toshisue, militare giapponese († 1649)
- John Atherton, vescovo anglicano irlandese († 1640)
- Volumnio Bandinelli, cardinale e patriarca cattolico italiano († 1667)
- Ottavio Beltrano, scrittore e tipografo italiano († 1654)
- Jan van Bijlert, pittore olandese († 1671)
- Richard Byfield, religioso inglese († 1664)
- Thomas Case, religioso inglese († 1682)
- Bonaventura Cavalieri, matematico italiano († 1647)
- Chen Hongshou, pittore cinese († 1652)
- Thomas Coleman, religioso inglese († 1647)
- Giovanni Andrea De Ferrari, pittore italiano († 1669)
- Thomas Ford, teologo e religioso inglese († 1674)
- Marcello Giovanetti, poeta, scrittore e avvocato italiano († 1631)
- Charles d'Helfer, compositore francese († 1661)
- Charles Herle, teologo e religioso inglese († 1659)
- Willem Hondius, incisore, editore e cartografo olandese († 1658)
- Ralph Hopton, I barone Hopton, condottiero inglese († 1652)
- Giovanni Antonio Lupi, vescovo cattolico italiano († 1668)
- Gaspare Mattei Orsini, cardinale, arcivescovo cattolico e nobile italiano († 1650)
- Luis Méndez de Haro y Guzmán, politico spagnolo († 1661)
- Antonio Nardi, matematico e letterato italiano
- Jean Nicolet, esploratore francese († 1642)
- Andreas de Nole, scultore fiammingo († 1638)
- Camillo Pellegrino, scrittore, storico e storiografo italiano († 1664)
- Giovan Battista Pellizzari, pittore italiano († 1660)
- Dorothy Percy, nobile inglese († 1659)
- Giulio Pezzola, brigante italiano († 1673)
- Antônio Raposo Tavares, esploratore portoghese († 1658)
- Francesco Ruschi, pittore italiano († 1661)
- Oliver Saint John, politico britannico († 1673)
- Benito Sánchez de Herrera, vescovo cattolico e teologo spagnolo († 1674)
- Chevalier Paul, navigatore e militare francese († 1667)
- Johann Vesling, anatomista e botanico tedesco († 1649)
- Giacomo Vianol, vescovo cattolico italiano († 1691)
- Abraham de Wicquefort, diplomatico e scrittore olandese († 1682)

## Morti

### Gennaio
- 6 gennaio - Camillo Castiglione, nobile e condottiero italiano (n. 1517)
- 8 gennaio - Giovanni Giorgio di Brandeburgo, nobile tedesco (n. 1525)
- 9 gennaio - Jasper Heywood, gesuita, poeta e latinista inglese (n. 1535)
- 10 gennaio - Iacopino del Conte, pittore italiano
- 17 gennaio - Fëdor I di Russia, russo (n. 1557)
- 19 gennaio - Enrico III di Brunswick-Lüneburg, duca tedesco (n. 1533)
- 28 gennaio - Diomede Borghesi, letterato italiano (n. 1540)

### Febbraio
- 1º febbraio - Scipione Pulzone, pittore italiano
- 7 febbraio - Jacob III Fugger, banchiere, mercante e nobile tedesco (n. 1542)
- 10 febbraio - Anna d'Asburgo, sovrana (n. 1573)
- 12 febbraio - Lucrezia d'Este, nobile italiana (n. 1535)

### Marzo
- 25 marzo - Giulio di Alessandro de' Medici, ambasciatore e ammiraglio italiano
- 27 marzo - Theodor de Bry, editore, tipografo e incisore belga (n. 1528)
- 28 marzo - Michele Bonelli, cardinale italiano (n. 1541)

### Aprile
- 10 aprile - Jacopo Mazzoni, filosofo, letterato e astronomo italiano (n. 1548)
- 13 aprile - Niccolò Tornabuoni, vescovo cattolico italiano (n. 1533)
- 19 aprile - Hans Fugger, banchiere e mercante tedesco (n. 1531)
- 19 aprile - Rokkaku Yoshikata, militare giapponese (n. 1521)
- 23 aprile - Antonio Balli, giurista e giudice italiano
- 23 aprile - Francesco Corner, cardinale e vescovo cattolico italiano (n. 1547)

### Maggio
- 3 maggio - Anna Guarini, soprano e liutista italiana (n. 1563)
- 12 maggio - Juan López de Velasco, storico e cosmografo spagnolo (n. 1530)
- 28 maggio - Filippo Guglielmo di Baviera, cardinale tedesco (n. 1576)

### Giugno
- 2 giugno - Scipione Lancellotti, cardinale italiano (n. 1527)
- 25 giugno - Giacomo Gagini, scultore italiano (n. 1517)
- 28 giugno - Abramo Ortelio, cartografo e geografo fiammingo (n. 1527)

### Luglio
- 3 luglio - Lorenzo Vaiani, pittore italiano (n. 1540)
- 6 luglio - Benito Arias Montano, orientalista spagnolo (n. 1527)
- 12 luglio - John Jones, francescano gallese

### Agosto
- 4 agosto - William Cecil, I barone Burghley, politico e nobile inglese (n. 1520)
- 4 agosto - Ercole Ramazzani, pittore e scultore italiano

### Settembre
- 9 settembre - Francesco Cenci, nobile italiano (n. 1549)
- 13 settembre - Filippo II di Spagna, sovrano spagnolo (n. 1527)
- 18 settembre - Toyotomi Hideyoshi, giapponese (n. 1537)

### Ottobre
- 11 ottobre - Joachim Camerarius il Giovane, medico, botanico e naturalista tedesco (n. 1534)
- 20 ottobre - Agostino Cusani, cardinale italiano (n. 1542)
- 22 ottobre - Giovanni Battista Valier, vescovo cattolico italiano

### Novembre
- 20 novembre - Adam Bohorič, linguista e docente sloveno (n. 1520)
- 25 novembre - Luigi Pallavicino, vescovo cattolico italiano

### Dicembre
- 6 dicembre - Paolo Paruta, storico, politico e diplomatico italiano (n. 1540)
- 12 dicembre - Cherubino Ghirardacci, storico italiano (n. 1519)
- 15 dicembre - Filips van Marnix, scrittore e politico fiammingo (n. 1538)
- 16 dicembre - Elbertus Leoninus, giurista e politico olandese
- 16 dicembre - Yi Sun-sin, ammiraglio coreano (n. 1545)
- 24 dicembre - Martín García Óñez de Loyola, generale spagnolo
- 28 dicembre - Gillis Mostaert, pittore fiammingo (n. 1528)
- 31 dicembre - Heinrich Rantzau, astrologo, umanista e generale tedesco (n. 1526)

### Senza giorno specificato
- Alberto di Giovanni Alberti, architetto e pittore italiano
- Juan de Angustina Carasa, militare e marinaio spagnolo (n. 1535)
- Ayşe Hümaşah Sultan, principessa ottomana (n. 1541)
- Carlo Baldini, arcivescovo cattolico e teologo italiano (n. 1530)
- Paolo Boi, scacchista italiano (n. 1528)
- Benedetto Caliari, pittore italiano (n. 1538)
- Giovanni Battista Castiglione, umanista italiano (n. 1516)
- Antonio Cavallerino, drammaturgo italiano
- Enrico Cini, vescovo cattolico italiano
- Giulio Cortese, poeta e filosofo italiano
- Giovanni Battista Dalla Gostena, compositore, liutista e presbitero italiano
- Giovanni Dragoni, compositore italiano (n. 1540)
- Henri Estienne, editore e umanista francese
- Bernardino Facciotto, architetto italiano (n. 1540)
- Valerio Faenzi, teologo, geologo e umanista italiano
- Hadim Hasan Pascià, politico ottomano
- Lorenzo Laureti, vescovo cattolico italiano (n. 1534)
- Guillaume Le Bé, incisore e tipografo francese (n. 1524)
- Adrian Le Roy, liutista, chitarrista e compositore francese
- Alessandro Martucci, pittore italiano (n. 1530)
- Camillo de' Medici di Gragnano, nobile, giurista e avvocato italiano (n. 1543)
- Emery Molyneux, artigiano inglese
- Domenico Petrucci, vescovo cattolico italiano
- Carlo Ruini, politico, anatomista e naturalista italiano (n. 1530)
- Jean de Serres, teologo e storico francese (n. 1540)
- Suda Mitsuchika, militare giapponese (n. 1526)

## Calendario
| Calendario 1598 | Calendario 1598 | Calendario 1598 | Calendario 1598 | Calendario 1598 | Calendario 1598 | Calendario 1598 | Calendario 1598 | Calendario 1598 | Calendario 1598 | Calendario 1598 | Calendario 1598 | Calendario 1598 | Calendario 1598 | Calendario 1598 | Calendario 1598 | Calendario 1598 | Calendario 1598 | Calendario 1598 | Calendario 1598 | Calendario 1598 | Calendario 1598 | Calendario 1598 | Calendario 1598 | Calendario 1598 | Calendario 1598 | Calendario 1598 | Calendario 1598 | Calendario 1598 | Calendario 1598 | Calendario 1598 | Calendario 1598 | Calendario 1598 |
| --------------- | --------------- | --------------- | --------------- | --------------- | --------------- | --------------- | --------------- | --------------- | --------------- | --------------- | --------------- | --------------- | --------------- | --------------- | --------------- | --------------- | --------------- | --------------- | --------------- | --------------- | --------------- | --------------- | --------------- | --------------- | --------------- | --------------- | --------------- | --------------- | --------------- | --------------- | --------------- | --------------- |
|                 | 1               | 2               | 3               | 4               | 5               | 6               | 7               | 8               | 9               | 10              | 11              | 12              | 13              | 14              | 15              | 16              | 17              | 18              | 19              | 20              | 21              | 22              | 23              | 24              | 25              | 26              | 27              | 28              | 29              | 30              | 31              |                 |
| Gennaio         | Gi              | Ve              | Sa              | Do              | Lu              | Ma              | Me              | Gi              | Ve              | Sa              | Do              | Lu              | Ma              | Me              | Gi              | Ve              | Sa              | Do              | Lu              | Ma              | Me              | Gi              | Ve              | Sa              | Do              | Lu              | Ma              | Me              | Gi              | Ve              | Sa              |                 |
| Febbraio        | Do              | Lu              | Ma              | Me              | Gi              | Ve              | Sa              | Do              | Lu              | Ma              | Me              | Gi              | Ve              | Sa              | Do              | Lu              | Ma              | Me              | Gi              | Ve              | Sa              | Do              | Lu              | Ma              | Me              | Gi              | Ve              | Sa              |                 |                 |                 |                 |
| Marzo           | Do              | Lu              | Ma              | Me              | Gi              | Ve              | Sa              | Do              | Lu              | Ma              | Me              | Gi              | Ve              | Sa              | Do              | Lu              | Ma              | Me              | Gi              | Ve              | Sa              | Do              | Lu              | Ma              | Me              | Gi              | Ve              | Sa              | Do              | Lu              | Ma              |                 |
| Aprile          | Me              | Gi              | Ve              | Sa              | Do              | Lu              | Ma              | Me              | Gi              | Ve              | Sa              | Do              | Lu              | Ma              | Me              | Gi              | Ve              | Sa              | Do              | Lu              | Ma              | Me              | Gi              | Ve              | Sa              | Do              | Lu              | Ma              | Me              | Gi              |                 |                 |
| Maggio          | Ve              | Sa              | Do              | Lu              | Ma              | Me              | Gi              | Ve              | Sa              | Do              | Lu              | Ma              | Me              | Gi              | Ve              | Sa              | Do              | Lu              | Ma              | Me              | Gi              | Ve              | Sa              | Do              | Lu              | Ma              | Me              | Gi              | Ve              | Sa              | Do              |                 |
| Giugno          | Lu              | Ma              | Me              | Gi              | Ve              | Sa              | Do              | Lu              | Ma              | Me              | Gi              | Ve              | Sa              | Do              | Lu              | Ma              | Me              | Gi              | Ve              | Sa              | Do              | Lu              | Ma              | Me              | Gi              | Ve              | Sa              | Do              | Lu              | Ma              |                 |                 |
| Luglio          | Me              | Gi              | Ve              | Sa              | Do              | Lu              | Ma              | Me              | Gi              | Ve              | Sa              | Do              | Lu              | Ma              | Me              | Gi              | Ve              | Sa              | Do              | Lu              | Ma              | Me              | Gi              | Ve              | Sa              | Do              | Lu              | Ma              | Me              | Gi              | Ve              |                 |
| Agosto          | Sa              | Do              | Lu              | Ma              | Me              | Gi              | Ve              | Sa              | Do              | Lu              | Ma              | Me              | Gi              | Ve              | Sa              | Do              | Lu              | Ma              | Me              | Gi              | Ve              | Sa              | Do              | Lu              | Ma              | Me              | Gi              | Ve              | Sa              | Do              | Lu              |                 |
| Settembre       | Ma              | Me              | Gi              | Ve              | Sa              | Do              | Lu              | Ma              | Me              | Gi              | Ve              | Sa              | Do              | Lu              | Ma              | Me              | Gi              | Ve              | Sa              | Do              | Lu              | Ma              | Me              | Gi              | Ve              | Sa              | Do              | Lu              | Ma              | Me              |                 |                 |
| Ottobre         | Gi              | Ve              | Sa              | Do              | Lu              | Ma              | Me              | Gi              | Ve              | Sa              | Do              | Lu              | Ma              | Me              | Gi              | Ve              | Sa              | Do              | Lu              | Ma              | Me              | Gi              | Ve              | Sa              | Do              | Lu              | Ma              | Me              | Gi              | Ve              | Sa              |                 |
| Novembre        | Do              | Lu              | Ma              | Me              | Gi              | Ve              | Sa              | Do              | Lu              | Ma              | Me              | Gi              | Ve              | Sa              | Do              | Lu              | Ma              | Me              | Gi              | Ve              | Sa              | Do              | Lu              | Ma              | Me              | Gi              | Ve              | Sa              | Do              | Lu              |                 |                 |
| Dicembre        | Ma              | Me              | Gi              | Ve              | Sa              | Do              | Lu              | Ma              | Me              | Gi              | Ve              | Sa              | Do              | Lu              | Ma              | Me              | Gi              | Ve              | Sa              | Do              | Lu              | Ma              | Me              | Gi              | Ve              | Sa              | Do              | Lu              | Ma              | Me              | Gi              |                 |